# Aeropuerto de Santiago-Rosalía de Castro

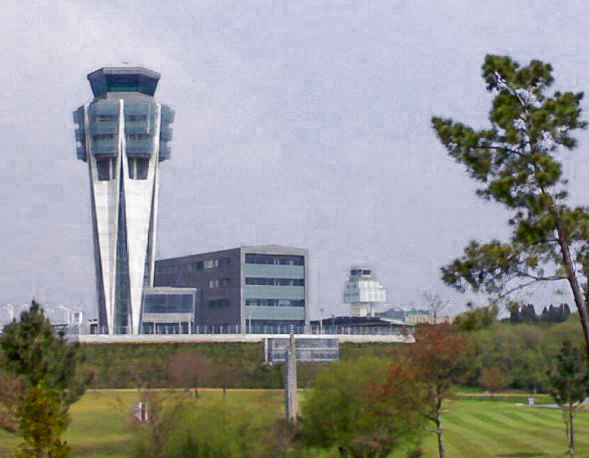
Torre de control del aeropuerto

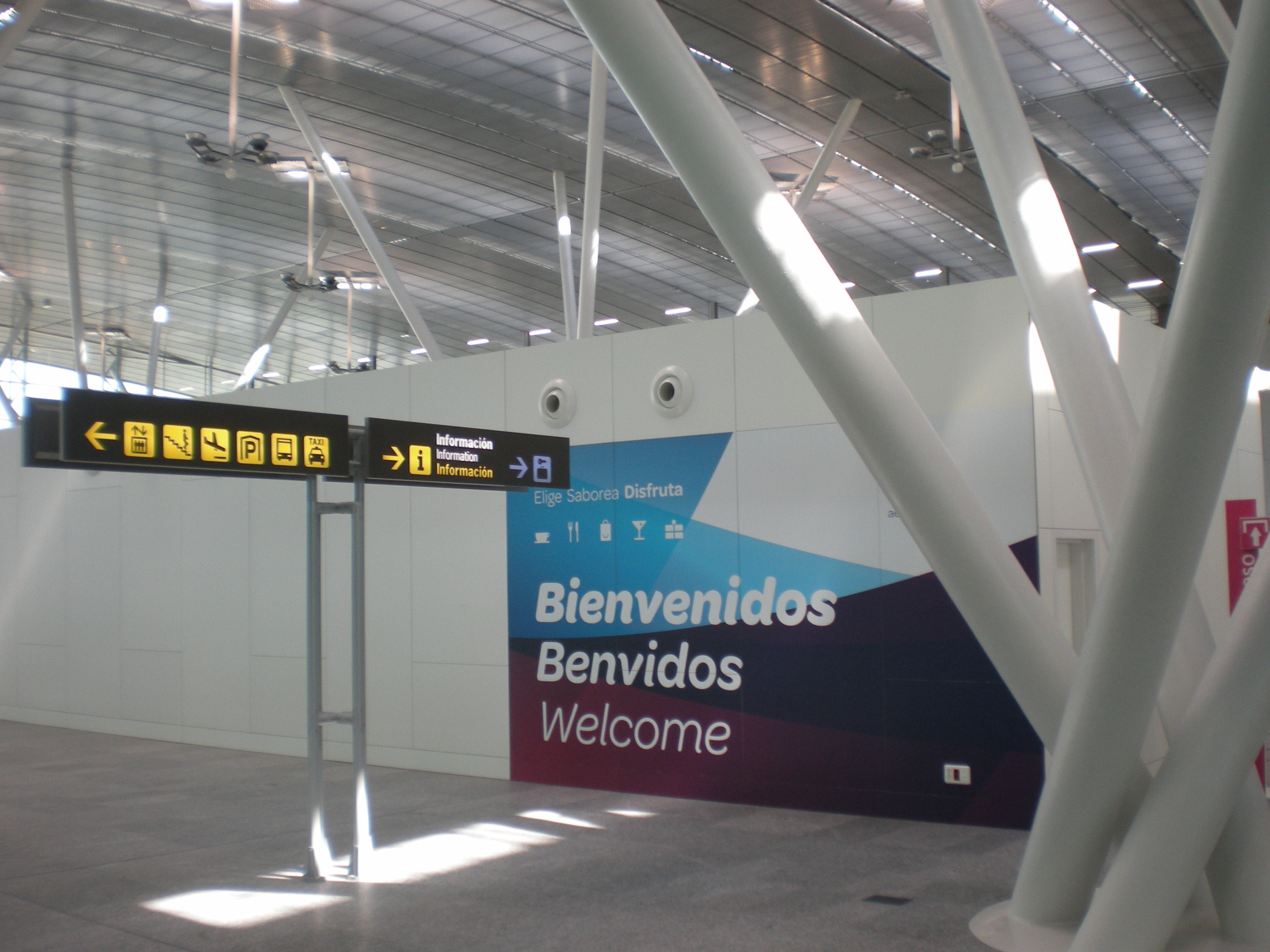
Interior terminal de pasajeros aeropuerto de Santiago-Rosalía de Castro

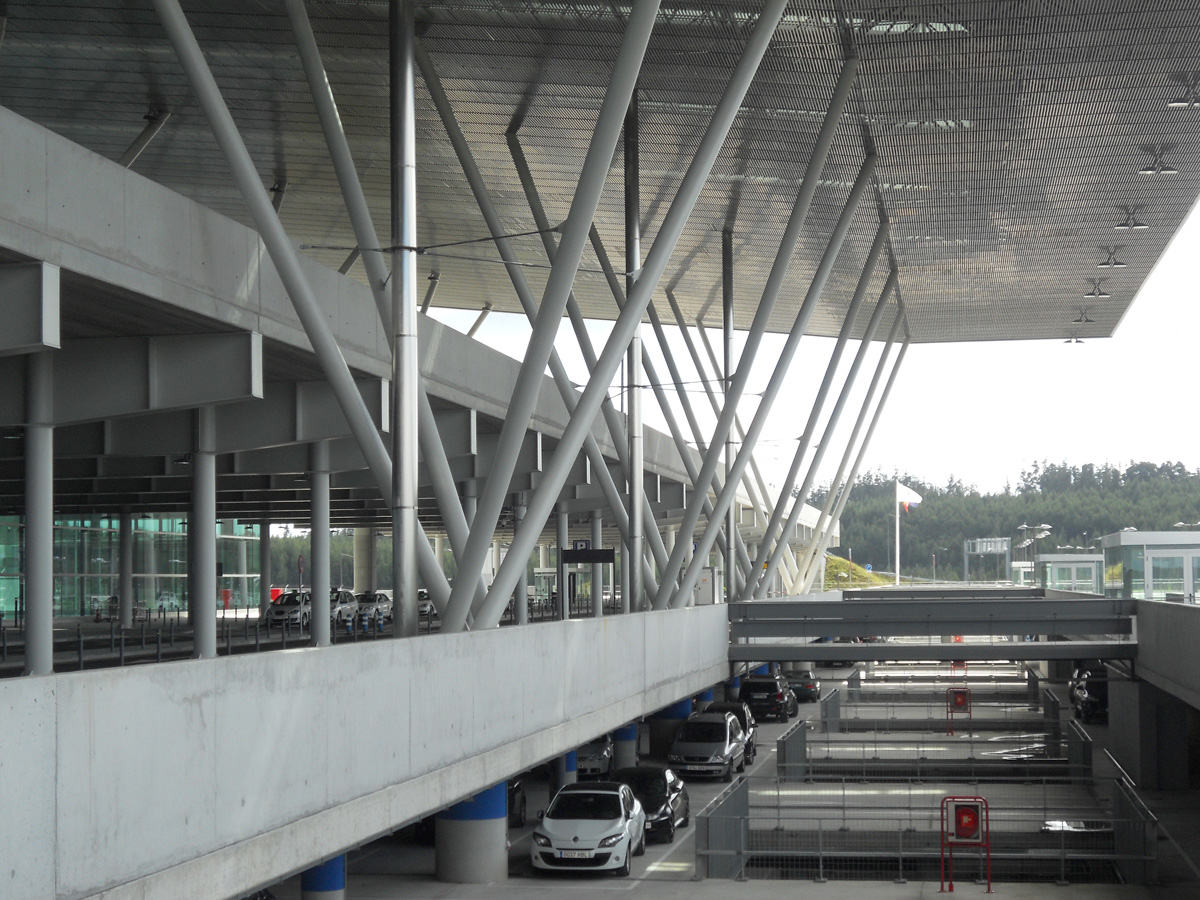
Vista exterior de la zona de llegadas del aeropuerto de Santiago-Rosalía de Castro

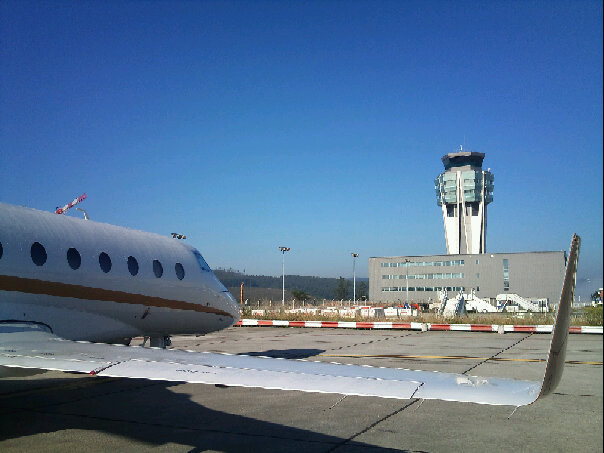
Jet de aviación general estacionado en el aeropuerto de Santiago-Rosalía de Castro

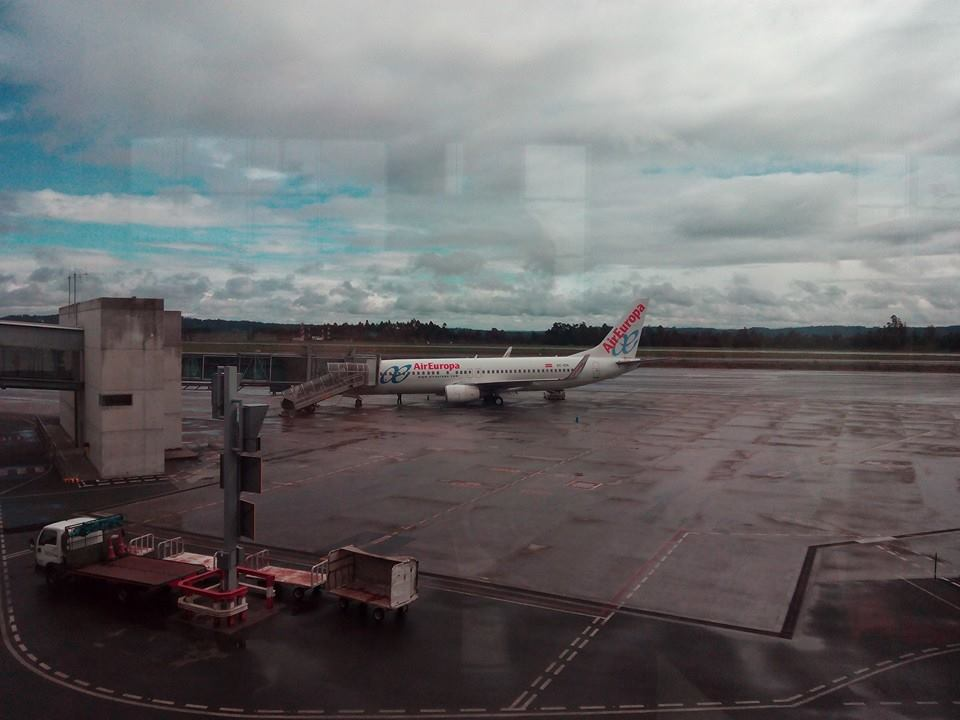
Air Europa embarcando en el aeropuerto de Santiago-Rosalía de Castro

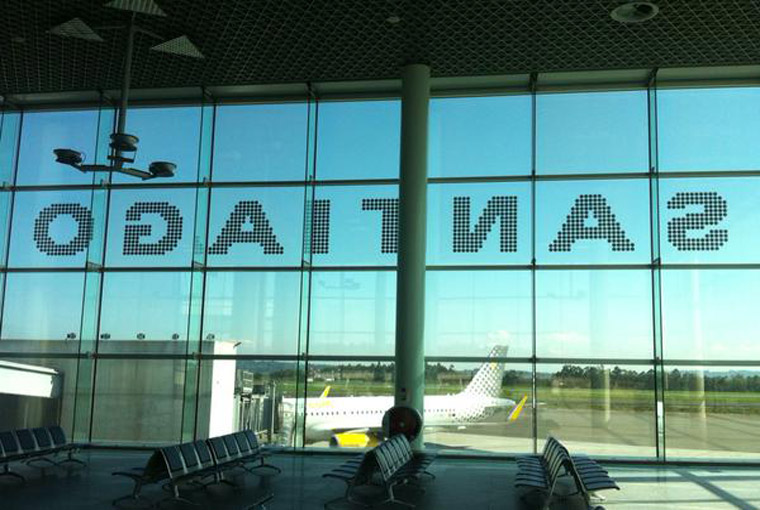
zona de embarque del aeropuerto de Santiago-Rosalía de Castro

El Aeropuerto Internacional de Santiago-Rosalía de Castro (IATA: SCQ, OACI: LEST), coloquialmente conocido como Aeropuerto de Lavacolla, es un aeropuerto internacional español operado por Aena, situado en las inmediaciones de Lavacolla, en el municipio de Santiago de Compostela (provincia de La Coruña). Está situado a 12 km del centro de la ciudad. 
Es el más importante en número de conexiones y pasajeros de los tres aeropuertos de Galicia. Con 3,2 millones de pasajeros en 2022, es el segundo aeropuerto más transitado del norte de España, solo superado por el de Bilbao, y ocupa el 16.º puesto en el ranking de aeropuertos españoles (el 8.º entre los no insulares).
La última etapa del Camino de Santiago discurre por los alrededores del aeropuerto.

## Historia
El aeropuerto comienza su andadura en el año 1932, cuando un grupo de aficionados de aeronáutica construye un aeroclub en la ciudad, más concretamente, en el término municipal de Enfesta. En sus principios, el aeropuerto contó con tres zonas de aterrizaje formando un triángulo de pistas de dimensiones 1100 por 200m, 950 × 150m y 600 × 125m.
El aeropuerto adquiere protagonismo militar con la llegada de la Guerra Civil española, y no es hasta 1937 cuando se inician los servicios comerciales regulares, con la línea Santiago-Salamanca-Valladolid-Zaragoza, operando en un aeropuerto que sólo contaba con un simple barracón de madera para albergar a los pasajeros.
Después de la Guerra, presos políticos (que malvivían en el campo de concentración de Lavacolla) realizaron trabajos forzados de mejora y ampliación del aeródromo. El campo, con capacidad para dos mil prisioneros, operó al menos desde marzo hasta noviembre de 1939, reconvirtiéndose desde entonces en sede del Batallón de Trabajadores número 90, a los que posteriormente se añadirían otros batallones disciplinarios de Soldados Trabajadores y Prisioneros como los números 28 y 31. Las condiciones higiénicas de las instalaciones eran, según un informe oficial de 1942, «francamente deficientes», añadiendo que «muchos van totalmente descalzos, teniendo que trasladarse así a los tajos de trabajo que se hallan distantes unos tres kilómetros del acuartelamiento».
En el año 1948 se inician obras de asfaltado de la pista y en el año 1953 se construyen la pista de rodadura y el estacionamiento. No es hasta los años sesenta cuando podemos hablar de un gran aeropuerto comercial, puesto que es en esta década cuando se le dota de las infraestructuras necesarias para atender el tráfico creciente, como son el parque contra incendios, la nueva torre de control y la terminal de pasajeros.
En los años 80 se construye la terminal de carga, que se tiene que ampliar posteriormente debido a la fuerte demanda de mercancías que sufre Santiago por aire. Un factor fundamental en la operatividad del aeropuerto fue la instalación del sistema ILS Cat II/III en el año 1993, que permite a la aviación operar en condiciones meteorológicas de baja visibilidad y reducir así las cancelaciones y desvíos de vuelos. En esos años se realizaron obras de cierta magnitud entre las que cabe destacar la mejora de la capa de rodadura de la pista de aterrizaje o la ampliación de la plataforma de aeronaves.
El 4 de mayo de 2007 AENA presentó el proyecto de la nueva terminal de pasajeros del aeropuerto. El edificio, proyectado por la empresa INITEC INFRAESTRUCTURAS (grupo TÉCNICAS REUNIDAS), en UTE con Alberto Noguerol y Pilar Díez, fues construido por ISOLUX CORSÁN, en UTE con COPCISA, y entró en funcionamiento el 13 de octubre de 2011. Las nuevas instalaciones ocupan un total de 74.230 m² (tres veces la antigua terminal) articulados en dos cuerpos principales: el edificio procesador y el edificio dique, en forma de Y. Tiene capacidad operativa para atender a 4 millones de pasajeros anuales o 2500 pasajeros/hora.[cita requerida] Asimismo la terminal cuenta con 32 mostradores de facturación, 3 hipódromos de recogida de equipajes, otro para equipajes facturados fuera de la UE más uno de recogida de equipajes especiales, 15 puertas de embarque (6 mediante pasarela) y 2500 plazas de aparcamiento.
Desde el 12 de marzo de 2020 se denomina oficialmente Aeroporto de Santiago Rosalía de Castro (publicado en el B.O.E el 2/4/2020).
Por el momento el edificio de la antigua terminal permanece cerrada.

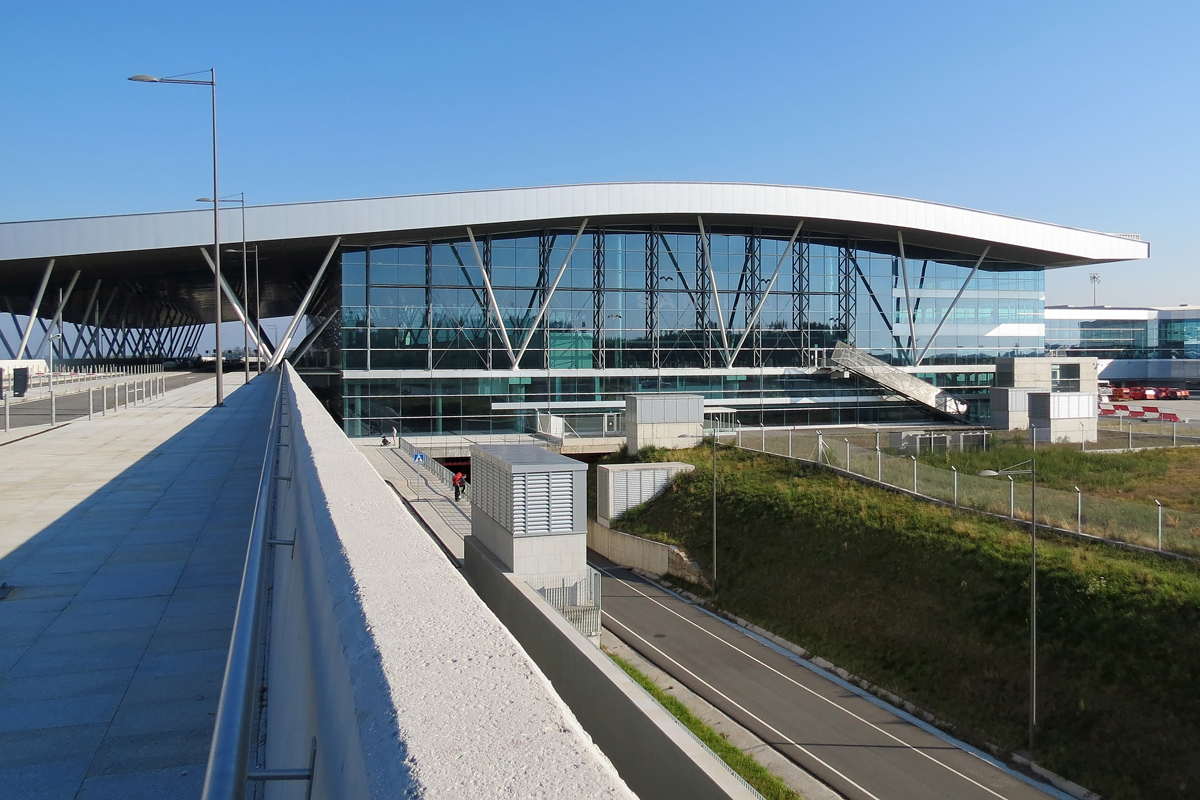
Fachada de la terminal del aeropuerto de Santiago-Rosalía de Castro.

## Aerolíneas y destinos

### Destinos nacionales
| Ciudad            | Nombre del aeropuerto                            | Aerolíneas                                        | Aeronaves    | Frecuencias semanales       |
| España            | España                                           | España                                            | España       | España                      |
| ----------------- | ------------------------------------------------ | ------------------------------------------------- | ------------ | --------------------------- |
| Alicante          | Aeropuerto de Alicante-Elche                     | Ryanair Vueling (Finaliza el 27/03/2025)          | B737 A3xx    | L M X J V S D L M X J V S D |
| Barcelona         | Aeropuerto Josep Tarradellas Barcelona-El Prat   | Ryanair Vueling                                   | B737 A3xx    | L M X J V S D L M X J V S D |
| Bilbao            | Aeropuerto de Bilbao                             | Air Nostrum Vueling (Comienza el 19/06/2025)      | CRJ1000 A3xx | L M X J V S D L M X J V S D |
| Fuerteventura     | Aeropuerto de Fuerteventura                      | Ryanair (Comienza el 30/03/2025) Vueling          | B737 A3xx    | L M X J V S D L M X J V S D |
| Gran Canaria      | Aeropuerto de Gran Canaria                       | Ryanair Vueling                                   | B737 A3xx    | L M X J V S D L M X J V S D |
| Ibiza             | Aeropuerto de Ibiza                              | Ryanair (Comienza el 03/06/2025)                  | B737         | L M X J V S D               |
| Lanzarote         | Aeropuerto César Manrique-Lanzarote              | Ryanair Vueling                                   | B737 A3xx    | L M X J V S D L M X J V S D |
| Madrid            | Aeropuerto Adolfo Suárez Madrid-Barajas          | Iberia Ryanair                                    | A32x B737    | L M X J V S D L M X J V S D |
| Málaga            | Aeropuerto de Málaga-Costa del Sol               | Ryanair Vueling                                   | B737 A3xx    | L M X J V S D L M X J V S D |
| Melilla           | Aeropuerto de Melilla                            | Air Nostrum (De 12/04 a 19/04 y de 26/07 a 30/08) | ATR 72-600   | L M X J V S D               |
| Menorca           | Aeropuerto de Menorca                            | Ryanair (Comienza el 03/06/2025)                  | B737         | L M X J V S D               |
| Palma de Mallorca | Aeropuerto de Palma de Mallorca                  | Ryanair Vueling                                   | B737 A3xx    | L M X J V S D L M X J V S D |
| Sevilla           | Aeropuerto de Sevilla                            | Ryanair Vueling                                   | B737 A3xx    | L M X J V S D L M X J V S D |
| Tenerife          | Aeropuerto de Tenerife Norte-Ciudad de La Laguna | Vueling                                           | A3xx         | L M X J V S D               |
| Tenerife          | Aeropuerto de Tenerife Sur                       | Ryanair                                           | B737         | L M X J V S D               |
| Valencia          | Aeropuerto de Valencia                           | Ryanair                                           | B737         | L M X J V S D               |
| Zaragoza          | Aeropuerto de Zaragoza                           | Ryanair                                           | B737         | L M X J V S D               |

### Destinos internacionales
| Ciudades por países | Nombre del aeropuerto                   | Aerolíneas                                                           | Aeronaves       | Frecuencias semanales       |
| Internacionales     | Internacionales                         | Internacionales                                                      | Internacionales | Internacionales             |
| Europa              | Europa                                  | Europa                                                               | Europa          | Europa                      |
| ------------------- | --------------------------------------- | -------------------------------------------------------------------- | --------------- | --------------------------- |
| Alemania            |                                         |                                                                      |                 |                             |
| Fráncfort del Meno  | Aeropuerto de Fráncfort del Meno        | Lufthansa (Comienza el 03/04/2025)                                   | A3xx            | L M X J V S D               |
| Memmingen           | Aeropuerto de Memmingen                 | Ryanair (Comienza el 02/04/2025)                                     | B737            | L M X J V S D               |
| Bélgica             |                                         |                                                                      |                 |                             |
| Charleroi           | Aeropuerto de Charleroi                 | Ryanair (Comienza el 31/03/2025)                                     | B737            | L M X J V S D               |
| Francia             |                                         |                                                                      |                 |                             |
| París               | Aeropuerto de París-Charles de Gaulle   | Vueling                                                              | A3xx            | L M X J V S D               |
| Irlanda             |                                         |                                                                      |                 |                             |
| Dublín              | Aeropuerto de Dublín                    | Aer Lingus (Comienza el 30/03/2025) Ryanair (Comienza el 31/03/2025) | A3xx B737       | L M X J V S D L M X J V S D |
| Países Bajos        |                                         |                                                                      |                 |                             |
| Ámsterdam           | Aeropuerto de Ámsterdam-Schiphol        | Vueling (Comienza el 20/06/2025)                                     | A3xx            | L M X J V S D               |
| Reino Unido         |                                         |                                                                      |                 |                             |
| Londres             | Aeropuerto de Londres-Gatwick           | Vueling                                                              | A3xx            | L M X J V S D               |
| Londres             | Aeropuerto de Londres-Heathrow          | Vueling (Comienza el 30/03/2025)                                     | A3xx            | L M X J V S D               |
| Londres             | Aeropuerto de Londres-Stansted          | Ryanair                                                              | B737            | L M X J V S D               |
| Suiza               |                                         |                                                                      |                 |                             |
| Basilea             | Aeropuerto de Basilea-Mulhouse-Friburgo | EasyJet Switzerland                                                  | A3xx            | L M X J V S D               |
| Ginebra             | Aeropuerto Internacional de Ginebra     | EasyJet Switzerland                                                  | A3xx            | L M X J V S D               |
| Zúrich              | Aeropuerto Internacional de Zúrich      | Edelweiss Air (Comienza el 27/06/2025)                               | A3xx            | L M X J V S D               |

### Bases operativas de aerolíneas
El aeropuerto de Santiago-Rosalía de Castro cuenta con 2 bases de operaciones permanentes en sus instalaciones por parte de dos aerolíneas con fuerte expansión en el aeropuerto y que concentran el grueso de pasajeros de la terminal compostelana:
- Ryanair:
  - Base inaugurada el 27 de marzo de 2016 y que cuenta con 2 Boeing 737-800 basados en el aeropuerto con los que la aerolínea opera rutas de carácter estatal e internacional.
- Vueling:
  - Base inaugurada el 25 de junio de 2015 y que cuenta con 3 Airbus A320 basado en el aeropuerto con los que la compañía aérea ofrece rutas estatales e internacionales.

### Carga
| Aerolíneas  | Destinos |
| ----------- | -------- |
| EAT Leipzig | Vitoria  |

## Infraestructuras
El aeropuerto de Santiago-Rosalía de Castro es el aeropuerto gallego con una mayor infraestructura y operatividad para las aerolíneas que vuelan desde o hacia Galicia contando con dos terminales de pasajeros, una pista de aterrizaje de 3.250 metros operativos, calle de rodadura a ambas cabeceras y cuatro calles de salidas comunicando la pista principal con la rodadura. Además, cuenta con horario operativo 24 horas que lo convierten en el aeropuerto de referencia del noroeste español así como para posibles eventualidades en vuelos transatlánticos.
Horario de operatividad: 24H
Capacidad Operativa Actual: 30 operaciones/hora
Servicio meteorológico: 24H
Este aeropuerto dispone de las siguientes infraestructuras:

### Nueva terminal de pasajeros

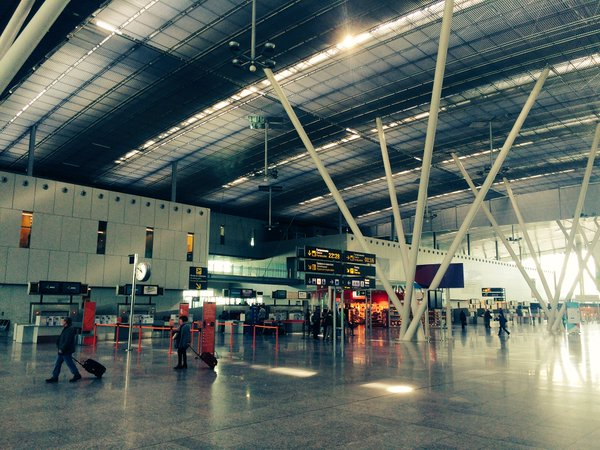
Interior del vestíbulo de facturación de la terminal de pasajeros del aeropuerto de Santiago-Rosalía de Castro

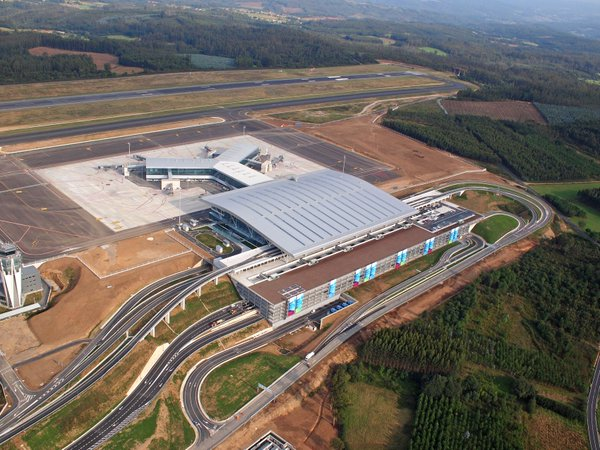
Vista aérea de la nueva terminal de pasajeros del aeropuerto de Santiago-Rosalía de Castro

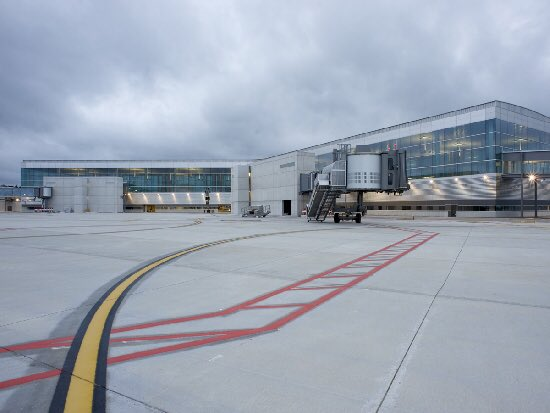
vista general de la plataforma de aviación comercial del aeropuerto de Santiago-Rosalía de Castro

El 4 de mayo de 2007 AENA presentó el proyecto de la nueva terminal de pasajeros del aeropuerto de Santiago-Rosalía de Castro, con capacidad para más de 4 millones y medio de pasajeros. El edificio tiene un total de 74.230 m² y cuenta con 28 mostradores de facturación, 8 hipódromos de recogida de equipajes, 15 puertas de embarque y 4.000 plazas de aparcamiento. Se pretendía inaugurarla en el 2010, coincidiendo con el Año Santo compostelano pero por motivos burocráticos y retrasos motivados por las expropiaciones de los terrenos donde se ubica, provocaron que finalmente su inauguración tuviese lugar el 17 de septiembre de 2011 y entrase en servicio el 13 de octubre del mismo año.
Con la puesta en servicio de esta nueva infraestructura el aeropuerto de Santiago-Rosalía de Castro tiene capacidad para atender 30 operaciones a la hora gracias a sus magníficas infraestructuras como la nueva terminal, calle de rodadura paralela a la pista entre ambas cabeceras y salidas de la pista cercanas a los edificios terminales. Un aeropuerto con un horario de 24 horas y con unas características que le permiten acoger cualquier tipo de aeronave comercial y carguera que existe hoy en día gracias a su pista de aterrizaje de más de 3.200 metros de longitud. Esto es lo que lo convierte en el aeropuerto de referencia para los vuelos trasatlánticos ante una eventual emergencia.
Entre otras mejoras aeroportuarias previstas en las actuales instalaciones, están la mejora de la capa de rodadura de la pista de aterrizaje, ampliación de la plataforma de aeronaves, intervenciones en el sistema eléctrico, mejoras de los aparcamientos y otras pequeñas intervenciones en el interior de la vieja terminal. La vieja terminal se encuentra actualmente cerrada a la espera de que se decida su futuro mediante un concurso de ideas aunque se han barajado varias opciones como ser un edificio auxiliar de la actual terminal o dedicarla a las denominadas compañías de bajo coste.
En total: 28 mostradores de facturación; 15 puertas de embarque, 6 con pasarela telescópica; 5 cintas en hipódromo para recogida de equipajes; zona comercial; Wi-Fi todo el edificio terminal.
- Antigua Terminal (cerrada):
  - 20 mostradores de facturación (1 - 20), más uno para equipajes especiales.
  - 10 puertas de embarque (1 - 10)
  - 3 cintas de recogida de equipajes.

- Nueva Terminal de Pasajeros o T1:
  - 28 mostradores de facturación (01 - 28) con posibilidad de ampliar hasta 38 mostradores en un futuro; más uno para equipajes especiales.
  - 15 puertas de embarque (01 - 15).
  - 5 cintas de recogida de equipajes.

### Terminal de Carga
El 22 de agosto de 2010 se cumplieron veinticinco años de la inauguración de la aduana y terminal de carga del aeropuerto de la capital de Galicia. En aquel momento los empresarios de la ciudad, con la Cámara de Comercio al frente, se felicitaban por el nuevo servicio, según declaraban tras el acto inaugural, en el que instaron a los periodistas presentes a destacar esta noticia para general conocimiento de todos los ciudadanos. Este era el aspecto que presentaba dicha terminal el día de su inauguración.
Las principales mercancías que entonces viajaban en avión desde Lavacolla eran productos perecederos, con gran predominio de los comestibles. Lo malo es que no sólo salían, sino que también llegaban, y se alertaba de la presencia de almejas procedentes de países como Túnez o Marruecos, que acababan en algunas mesas haciéndose pasar por ejemplares gallegos auténticas. A cambio, lubinas gallegas llegaban a viajar hasta la Ciudad del Vaticano. También muchos productos textiles, justo cuando comenzaba la gran expansión de la moda gallega en el mundo. Con todo, uno de los productos de mayor éxito aéreo era curiosamente la miñoca. Hasta 500 kilos se llegaron a cargar en un avión para proveer de cebo a aficionados a la pesca de todo el mundo. Hace 25 años algunas de las cargas eran flores (varios miles de kilos al año), moras (1000 kilogramos), o ropa de Florentino Cacheda y Adolfo Domínguez.

### Campo de vuelos
- Torre de control:
  - Altura: 46 metros.
  - Centro de Control de Navegación Aérea Regional
  - Centro de Control de Área Terminal

- Plataforma de estacionamiento de aeronaves:
  - Aviación comercial:
    - Total: 54 posiciones de estacionamiento.
    - Compatibles: 36 posiciones de estacionamiento.
    - Nuevas: 15 posiciones de estacionamiento (Plataforma de la NAT).
    - Compatibles: 10 posiciones de estacionamiento (Plataforma de la NAT).

  - Aviación general:
    - 10 puestos para aeronaves de 10 metros de envergadura máxima.
    - 6 puestos para aeronaves de 20 metros de envergadura máxima.

- Calles de rodadura:
  - Puertas de entrada a la plataforma: A, B, C, D.
  - Calle de rodaje paralela a la pista:
    - Dirección a la cabecera 35
    - Dirección a la cabecera 17
    - Entre ambas

- Pista de vuelo:
  - Dimensiones: 3.200x45 metros
  - Orientación:
    - Cabecera 35
    - Cabecera 17

  - Superficie:
    - Asfalto

  - Elevación:
    - elevación en pies: 1213
    - elevación en metros: 370

- Otras instalaciones:
  - Ayuda instrumental para el aterrizaje:
    - Ilumunación de aproximación y de pista: Precisión CAT III {900 m} por cabecera 35.
    - VOR/DME e ILS (CAT I) por pista 17.

  - Sistemas y señales de guía de rodaje.
  - Iluminación de plataforma: 10 postes proyectores LIH.
  - Servicios de salvamento y extinción de incendios: CAT 8 de OACI.
  - PAPI en ambas cabeceras.

### Aeródromo Militar

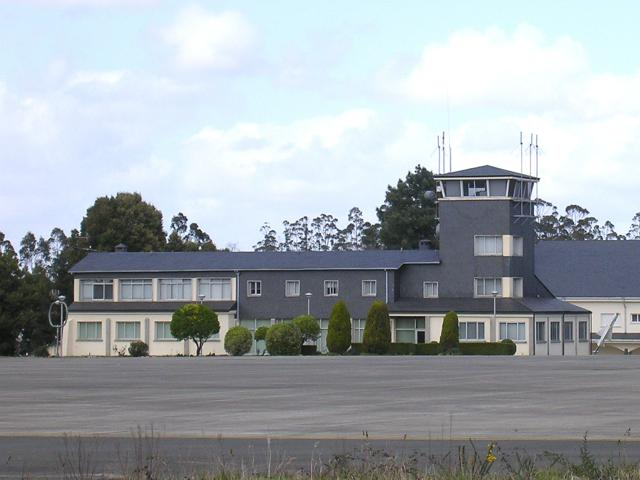
Edificio terminal del aeródromo militar del aeropuerto de Santiago-Rosalía de Castro

El aeropuerto de Santiago-Rosalía de Castro cuenta con una instalación anexa propiedad del Ministerio de Defensa con una plataforma de estacionamiento de aeronaves militares y una pequeña terminal para gestión y administración. El aeródromo militar es habitualmente utilizado para el estacionamiento de aviones de extinción de incendios así como para visitas institucionales de jefes de Estado y de Gobierno para no interferir en el tráfico aéreo del aeropuerto de aviación comercial.
También es utilizado para la salida y llegada de expediciones militares a países donde España tiene presencia militar.

## Estadísticas
Desde la implantación en el aeropuerto de las compañías de bajo coste, como Ryanair, Vueling o EasyJet, el aeropuerto ha experimentado un aumento progresivo del número de pasajeros. Es el 14.º aeropuerto en la clasificación a nivel nacional de tráfico aéreo y el 9.º aeropuerto en la clasificación de tráfico aéreo de los aeropuertos españoles peninsulares (datos 2015). Durante el año 2015 se produjo un aumento del número de pasajeros del 10,2%. En lo que va de 2017, los resultados de la terminal de Santiago de Compostela han mostrado un crecimiento significativo que la colocan de nuevo en datos récord.

### Evolución del año en curso
| Evolución del año en curso (2022) | Evolución del año en curso (2022) | Evolución del año en curso (2022) | Evolución del año en curso (2022) | Evolución del año en curso (2022) | Evolución del año en curso (2022) | Evolución del año en curso (2022) | Evolución del año en curso (2022) |
| Mes                               | Pasajeros                         | % vs. 2021                        | Operaciones                       | % vs. 2021                        | Carga (kg)                        | % vs. 2021                        |                                   |
| --------------------------------- | --------------------------------- | --------------------------------- | --------------------------------- | --------------------------------- | --------------------------------- | --------------------------------- | --------------------------------- |
| enero                             | 114.238                           | +249,2%                           | 1.108                             | +133,8%                           | 283.774                           | +9,4%                             |                                   |
| febrero                           | 117.889                           | +554,0%                           | 953                               | +158,3%                           | 275.136                           | +9,5%                             |                                   |
| marzo                             | 159.280                           | +655,2%                           | 1.370                             | +240,0%                           | 358.160                           | +3,0%                             |                                   |
| abril                             | 215.487                           | +546,0%                           | 1.701                             | +233,5%                           | 299.309                           | +5,2%                             |                                   |
| mayo                              | 227.535                           | +249,1%                           | 1.793                             | +128,1%                           | 321.872                           | +14,8%                            |                                   |
| junio                             | 243.164                           | +95,1%                            | 1.821                             | +60,6%                            | 337.372                           | +9,4%                             |                                   |
| julio                             | 272.199                           | +40,6%                            | 2.056                             | +27,5%                            | 292.700                           | -6,1%                             |                                   |
| agosto                            | 271.700                           | +24,8%                            | 1.934                             | +14,0%                            | 286.041                           | -0,3%                             |                                   |
| septiembre                        | 252.046                           | +31,0%                            | 1.788                             | +15,9%                            | 325.059                           | -2,8%                             |                                   |
| octubre                           | 246.185                           | +28,9%                            | 1.810                             | +22,8%                            | 292.225                           | -15,1%                            |                                   |
| noviembre                         | 211.853                           | +20,4%                            | 1.738                             | +17,6%                            | 404.601                           | -13,6%                            |                                   |
| diciembre                         | 234.019                           | +30,1%                            | 1.825                             | +14,7%                            | 497.290                           | +12,7%                            |                                   |
| Total                             | 3.236.619                         | +95,7%                            | 25.458                            | +65,6%                            | 4.853.712                         | -1,8%,                            |                                   |

### Datos de tráfico y evolución

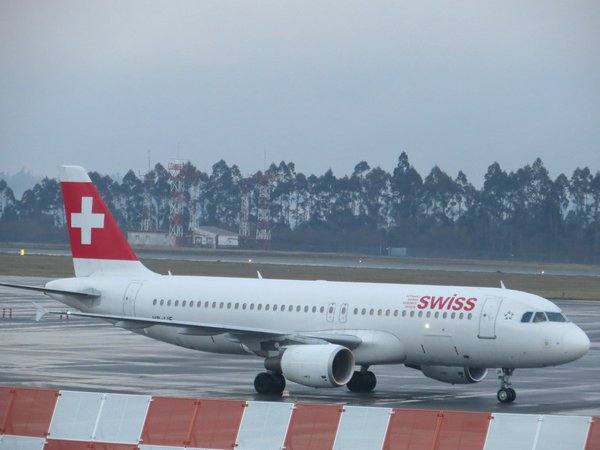
Airbus A320 de la aerolínea Swiss recién llegado a Santiago de Compostela procedente de Zúrich

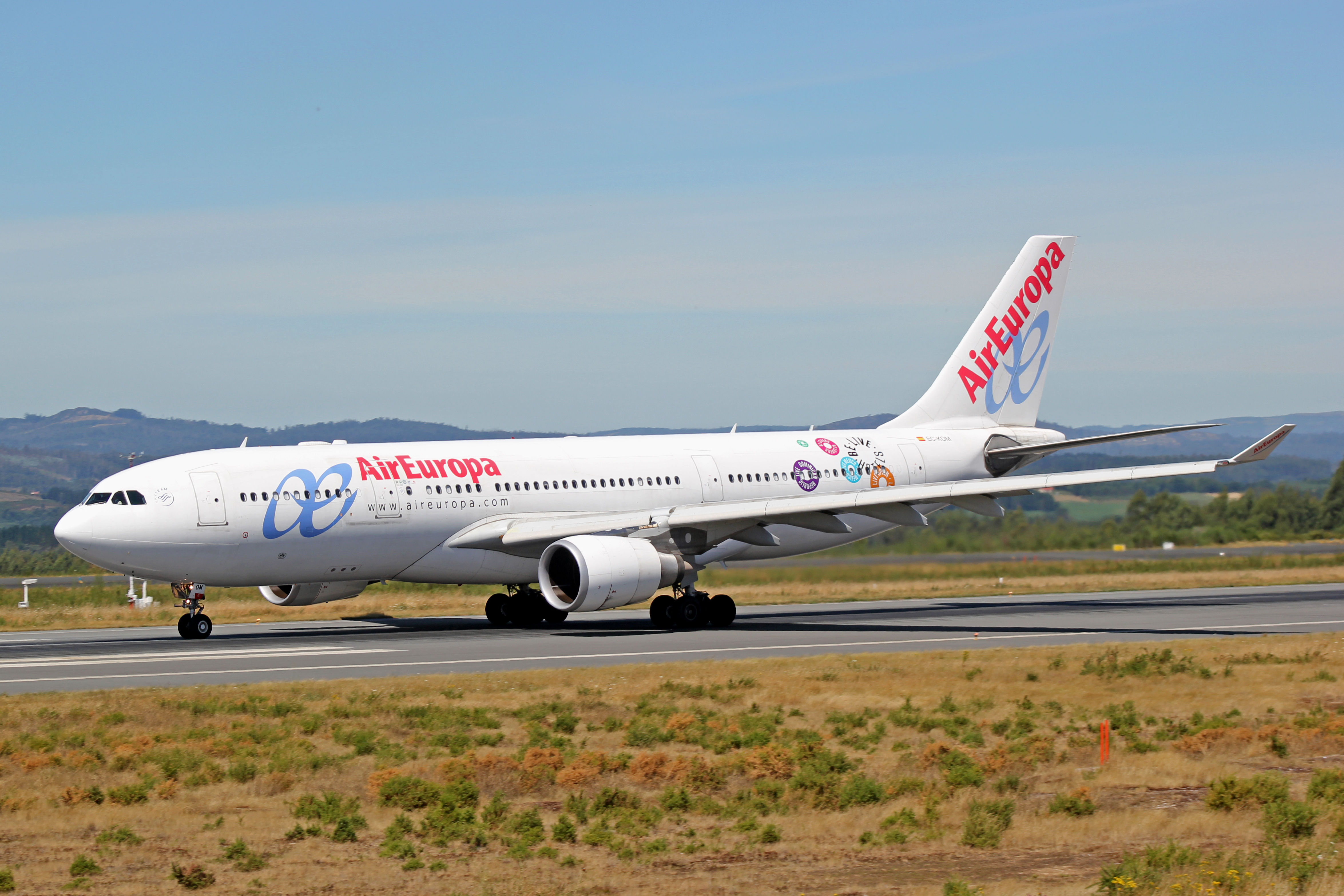
Airbus A330 de Air Europa rodando por el aeropuerto de Santiago-Rosalía de Castro.

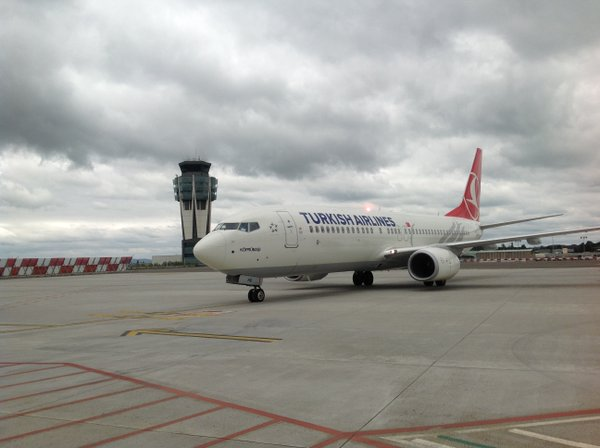
Boeing 737-800 de Turkish Airlines recién aterrizado en el aeropuerto de Santiago-Rosalía de Castro en su vuelo inaugural desde Estambul

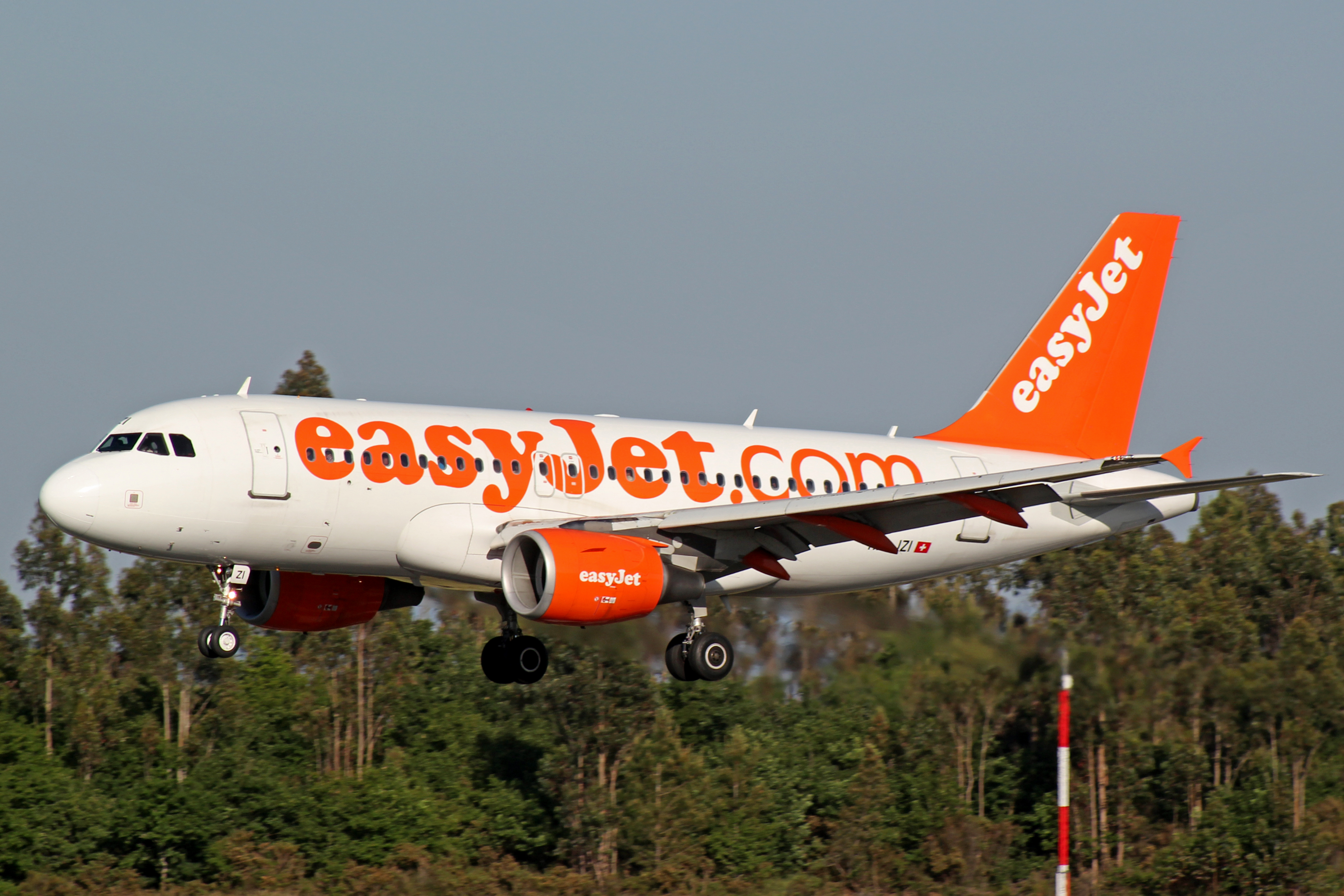
Airbus A319 de easyJet Switzerland aterrizando en el aeropuerto de Santiago-Rosalía de Castro.

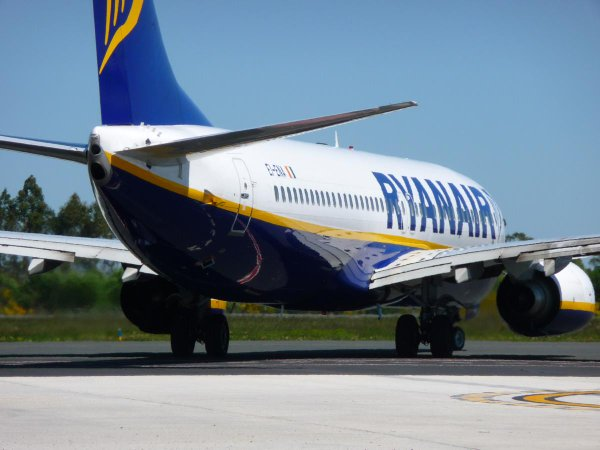
Boeing 737-800 de Ryanair saliendo de plataforma para rodar hacia la cabecera de pista del aeropuerto de Santiago-Rosalía de Castro

#### Número de pasajeros
|  |